# Roswitha Quadflieg
Roswitha Quadflieg (* 3. November 1949 in Zürich) ist eine deutsche Schriftstellerin und Buchgestalterin. Eine ihrer bekanntesten Arbeiten ist die Illustration des Kinderbuchklassikers Die unendliche Geschichte von Michael Ende.

## Leben
Roswitha Quadflieg ist die Tochter des Schauspielers Will Quadflieg und der Heilpädagogin Benita Quadflieg von Vegesack; einer ihrer Brüder war der Schauspieler Christian Quadflieg. Ihre Halbschwester ist die Schauspielerin Sabina Trooger.
Roswitha Quadflieg wuchs in Hamburg auf. Von 1969 bis 1974 studierte sie Malerei, Illustration, Grafik und Typografie an der damaligen Fachhochschule für Gestaltung und der Hochschule für bildende Künste Hamburg. Quadflieg machte ihren Abschluss als Diplom-Designerin.
Sie lebt seit 2012 in Berlin. Von 2021 bis 2024 war sie mit dem Arzt, ehemaligen Fluchthelfer und Publizisten Burkhart Veigel verheiratet.
Sie ist Mitglied im PEN-Zentrum Deutschland und im Netzwerk freie Literaturszene Berlin e. V.

## Werk

### Raamin-Presse
1973 gründete sie die Raamin-Presse, ihre eigene Verlagswerkstatt in Schenefeld am Stadtrand von Hamburg. Dort druckte sie Werke der Weltliteratur mit eigenen Originalgrafiken in unterschiedlichen Techniken in limitierten Auflagen. Ankäufe erfolgten von öffentlichen und privaten Sammlungen im In- und Ausland. Ihre Arbeiten wurden in diversen Ausstellungen gezeigt. Sie erhielt mehrere Auszeichnungen, u. a. 1998 den Verlagspreis der Hansestadt Hamburg. Insgesamt erschienen 28 Drucke, als letzter das Hamburg-Kapitel aus Samuel Becketts German Diaries als Erstausgabe unter dem Titel Alles kommt auf so viel an. Das ist bisher die weltweit einzige Ausgabe dieses Funds in Becketts Nachlass. Die Originalgraphiken und Marginalien stammen von Roswitha Quadflieg.
Mit dem 30. Jubiläum der Raamin-Presse, die mit einer Ausstellung in der Staatsbibliothek Hamburg gewürdigt wurde, schloss Roswitha Quadflieg 2003 die Presse. Die Werkstatt ging als Stiftung an das Museum für Kunst und Gewerbe in Hamburg, das Archiv wurde von der Johannes a Lasco Bibliothek in Emden angekauft. 2013 widmete das Museum für Druckkunst Leipzig den buchkünstlerischen Arbeiten der Raamin-Presse eine Retrospektive, 2014 das Literaturhaus Berlin.

### Illustratorin
Neben ihren Arbeiten für die Raamin-Presse illustrierte Roswitha Quadflieg Michael Endes Roman Die unendliche Geschichte, Das kleine Lumpenkasperle und Lirum Larum Willi Warum. Außerdem illustrierte sie Unser Herr Böckelmann und Herrn Böckelmanns schönste Tafelgeschichten von Walter Kempowski. Für alle Bände übernahm sie auch die Gesamtgestaltung.

### Schriftstellerin
Seit 2003 arbeitet Roswitha Quadflieg ausschließlich als Schriftstellerin. Ihr erstes Buch Der Tod meines Bruders erschien 1985. Bisher schuf sie insgesamt achtzehn Buchtitel. Als Autorin tritt sie mit Lesungen in Deutschland und in der Schweiz auf. 2006 initiierte und betreute sie das internationale Festival Beckett in Town, das anlässlich des 100. Geburtstags des irischen Schriftstellers und Nobelpreisträgers Samuel Beckett in Hamburg stattfand.
2008 wurden zwei Theaterstücke Roswitha Quadfliegs uraufgeführt: Handy am Schlosstheater Celle und Atschüüß, mien Leev am Hamburger Ohnsorg-Theater, eine plattdeutsche Übersetzung ihres Theaterstücks Bis dann, entwickelt aus ihrem gleichnamigen Roman. Dieser wurde auch verfilmt unter dem Titel Eine Herzensangelegenheit mit Martin Benrath in der Hauptrolle, ZDF 1998. 2009 wurde ihr erstes Hörspiel Die Angst hat keine Augen, im SWR urgesendet, 2012 ihr zweites und 2015 ihr drittes Hörspiel Der Glückliche und KönigsSohn (beide entwickelt aus den gleichnamigen Romanen). 2015 wurde ihr Stück Handy als Live-Hörspiel im TAK – Theater im Aufbau Haus Berlin aufgeführt.

## Werke
als Autorin
- Der Tod meines Bruders. Die subjektive Wahrnehmung einer Familie. Ein Bericht. Arche, Zürich 1985, ISBN 3-7160-2029-X.
- Fabels Veränderung. Roman in einem Kapitel. Arche, Zürich 1987, ISBN 3-7160-2058-3.
- Traumalphabet. Eine Bibliogenie. Arche, Zürich 1988, ISBN 3-7160-2079-6 (Essay über die Entstehung des 15. Drucks der Raamin-Presse).
- Die Braut im Park, Roman eines Lebens. Arche, Zürich 1992, ISBN 3-7160-2144-X.
- 20 Jahre Raamin-Presse 1973–1993. Einundzwanzig Büchergeschichten und eine halbe. Ein Almanach. Raamin, Hamburg 1993.
- Bis dann. Roman. Arche, Zürich 1994, ISBN 3-7160-2176-8.
- Wer war Christoph Lau? Roman. Arche, Zürich 1996, ISBN 3-7160-2214-4.
- Die Zwanzig Dichter der Raamin-Presse. Galerie, Revue, Erinnerung, Bilanz. 1998. (Zwanzig farbige Portraits und ein Essay im 25. Jahr der Raamin-Presse.)
- Alles Gute. Roman. Insel, Frankfurt am Main (u. a.) 1999, ISBN 3-458-16966-0.
- Requiem für Jakob. Eine Spurensuche. Eichborn, Frankfurt am Main 2005, ISBN 3-8218-4556-2 (Reihe Die Andere Bibliothek).
- Beckett was here. Hamburg im Tagebuch Samuel Becketts von 1936. Hoffmann und Campe, Hamburg 2006, ISBN 3-455-09541-0.
- Der Glückliche. Roman zu zehn Stimmen. Stroemfeld Verlag, Frankfurt am Main 2009, ISBN 978-3-86600-049-0.[6]
- KönigsSohn. Ein kleine Geschichte. Stroemfeld Verlag, Frankfurt am Main 2012, ISBN 978-3-86600-009-4.
- Neun Monate. Über das Sterben meiner Mutter. Aufbau Verlag, Berlin 2014, ISBN 978-3-8412-0810-1.[1]
- (zus. mit Leslie Malton): Brief an meine Schwester. Aufbau Verlag, Berlin 2015, ISBN 978-3-351-03620-1.
- Das kurze Leben des Giuseppe M. Ein Fall von Jugendgewalt. Transit Verlag, Berlin 2016, ISBN 978-3-88747-330-3.
- Frei. Roman. Mit Burkhart Veigel. Europa Verlag, München 2018, ISBN 978-3-95890-186-5.
- Ihr wart doch meine Feinde. Roman. Verlag Faber & Faber, Leipzig 2022, ISBN 978-3-86730-224-1.
- Ein Mann seiner Zeit. Roman. Verlag Faber & Faber, Leipzig 2023, ISBN 978-3-86730-240-1.
- Ich will lieber schweigen. Tagebuch eines Schauspielers 1945/46 (Will Quadflieg) und die Fragen seiner Tochter. Kanon Verlag, Berlin 2025, ISBN 978-3-98568-171-6.

als Illustratorin
- Michael Ende: Die unendliche Geschichte
- Michael Ende: Das kleine Lumpenkasperle
- Michael Ende: Lirum Larum Willi Warum
- Walter Kempowski: Unser Herr Böckelmann
- Walter Kempowski: Herrn Böckelmanns schönste Tafelgeschichten

## Hörspiele / Feature
- Angst hat keine Augen. Hörspiel. Ursendung im SWR 2009.[7]
- Der Glückliche. Hörspiel. Ursendung Radio Bremen/WDR 2012.
- KönigsSohn. Hörspiel. Ursendung NDR, 2015.
- Leben ohne Giuseppe. Feature. Gemeinsam mit Jean-Claude Kuner. Ursendung DLF Kultur, 2022.

## Theater
- Bis dann. Theaterstück nach dem gleichnamigen Roman. Per H. Lauke Verlag, Hamburg 2005. UA 2008, Hamburg.
- Handy. Theaterstück. Per H. Lauke Verlag, Hamburg 2006. UA 2008, Celle.

## Film
- Eine Herzensangelegenheit., 1989, ZDF.

## Ausstellungen (Auswahl)
- 1983: Raamin-Presse 1973-1983, Museum van het Boek, Den Haag
- 1993: 20 Jahre Raamin-Presse, Museum für Kunst und Gewerbe, Hamburg
- 2013: Roswitha Quadflieg, Raamin-Presse 1973-2003, Ein Bücherleben, Museum für Druckkunst. Leipzig
- 2014: Roswitha Quadflieg, Ein Rückblick in die Werkstatt der Raamin-Presse 1973-2003, Literaturhaus Berlin
- 2023: Fantastische Reise mit Jim Knopf, Bastian und Momo. Michael Ende – Bilder und Geschichten Ausstellung in der Ludwig Galerie Schloss Oberhausen.[8]